# 帶紋矛吻海龍
帶紋矛吻海龍（学名：Doryrhamphus dactyliophorus），又稱黑環海龍，為輻鰭魚綱棘背魚目海龍亞目海龍魚科矛吻海龙属的其中一種。

## 分布
本魚分布於印度洋、太平洋一帶海域，包括東非、紅海、日本、澳洲北部等地區。

## 深度

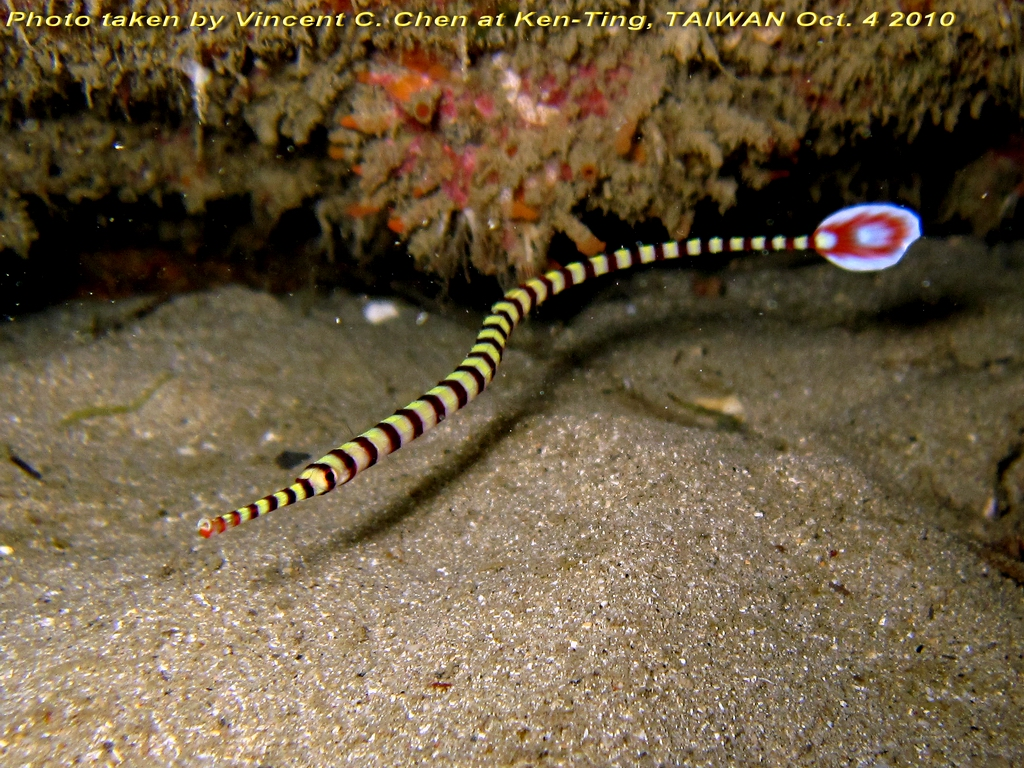
帶紋矛吻海龍（黑環海龍），攝於台灣墾丁出水口右側潛點水深約15公尺之處（由Vincent C. Chen於2010年10月4日拍攝）

本魚體色為淺黃色，身體被間距均等的紅棕色的斑紋所環繞，這些斑紋起自吻部終至尾柄。吻呈圓筒形，眼睛隱藏於斑塊中。無鱗片，另由一列骨環所組成，背鰭鰭條20至26枚，胸鰭鰭條18至22枚，尾鰭鰭條10枚，體長可達19公分。

## 生態
本魚棲息於珊瑚礁或沙地活動，以管狀吻部吸食浮游生物，當在繁殖其時，公母魚相互纏繞交配，母魚將卵產至公魚的孵囊內，公魚的孵囊係腹面兩側皮褶與骨板所形成。卵授精後由公魚負責孵育。

## 經濟利用
可作為海水觀賞魚。